# Rajdowe Samochodowe Mistrzostwa Polski 1996
Ten artykuł dotyczy sezonu 1996 Rajdowych Samochodowych Mistrzostw Polski.

## Kalendarz[1]
| Runda | Data           | Nazwa rajdu                 | Baza rajdu   | Nawierzchnia | Zwycięzca           | Raport |
| 1     | 23-24 lutego   | 10. Zimowy Rajd Dolnośląski | Kłodzko      | śnieg/asfalt | Krzysztof Hołowczyc | Wyniki |
| 2     | 25-27 kwietnia | 21. Rajd Krakowski          | Kraków       | asfalt       | Krzysztof Hołowczyc | Wyniki |
| 3     | 17-18 maja     | 24. Rajd Elmot              | Świdnica     | asfalt       | Krzysztof Hołowczyc | Wyniki |
| 4     | 6-8 czerwca    | 53. Rajd Polski             | Wrocław      | asfalt       | Krzysztof Hołowczyc | Wyniki |
| 5     | 5-6 lipca      | 23. Rajd Kormoran           | Olsztyn      | szuter       | Krzysztof Hołowczyc | Wyniki |
| 6     | 5-7 września   | 16. Rajd Karkonoski         | Jelenia Góra | asfalt       | Robert Herba        | Wyniki |
| 7     | 20-21 września | 44. Rajd Wisły              | Wisła        | asfalt       | Robert Herba        | Wyniki |

## Klasyfikacja generalna kierowców[1]
Punkty w klasyfikacji generalnej przyznawano za 10 pierwszych miejsc według systemu: 20-15-12-10-8-6-4-3-2-1. Do końcowych punktacji zaliczano zawodnikom 5 najlepszych wyników. Aby zostać Mistrzem Polski trzeba było być sklasyfikowanym w co najmniej czterech eliminacjach.
| Poz. | Kierowca                                           | ZIM | KRA | ELM | POL | KOR | KAR | WIS | Suma pkt |
| ---- | -------------------------------------------------- | --- | --- | --- | --- | --- | --- | --- | -------- |
| 1    | Krzysztof Hołowczyc                                | 1   | 1   | 1   | 1   | 1   |     |     | 100      |
| 2    | Robert Herba                                       | 2   | NU  | NU  | 2   | 3   | 1   | 1   | 82       |
| 3    | Robert Gryczyński                                  | 3   | 2   | 2   | NU  | 2   | NU  | 2   | 72       |
| 4    | Waldemar Doskocz                                   | (6) | 5   | 4   | 3   | (7) | 2   | 3   | 57       |
| 5    | Piotr Świeboda                                     |     | 3   | 5   | NU  | 4   | 3   | NU  | 42       |
| 5    | Wiesław Stec                                       | NU  | 4   | 6   | 4   | 6   | 4   | DK  | 42       |
| 7    | Leszek Kuzaj                                       | 5   | NU  | NU  | DK  | 5   | 5   | 5   | 32       |
| 8    | Janusz Kulig                                       | 10  | 12  | 7   | 6   | 8   | NU  | 4   | 24       |
| 9    | Jarosław Pineles                                   | NU  | 9   | 16  | 8   | 11  | 6   | 6   | 17       |
| 10   | Bogdan Herink                                      | 7   | NU  | 3   | NU  |     |     |     | 16       |
| 11   | Jerzy Wierzbołowski                                | 8   | 11  | 10  | NU  |     | 7   | 8   | 11       |
| 12   | Zenon Sawicki                                      | NU  | 6   | 8   | NU  |     |     |     | 9        |
| 13   | Cezary Zaleski                                     |     | 14  | 13  | NU  | 12  | 8   | 7   | 7        |
| 14   | Robert Kępka                                       | NU  | 8   | NU  | NU  | 9   | NU  | NU  | 5        |
| 14   | Juliusz Palonka                                    | 11  | 10  | 29  | NU  |     | 9   | 9   | 5        |
| 16   | Tomasz Mikołajczyk                                 |     | 7   |     |     |     | 11  | NU  | 4        |
| 16   | Cezary Fuchs                                       | NU  | NU  | NU  | 7   | NU  | NU  | 17  | 4        |
| 18   | Tomasz Kuchar                                      |     | NU  | NU  | 9   |     | 10  | 11  | 3        |
| 19   | Jerzy Dyszy                                        | 12  | NU  | 14  | NU  | NU  | NU  | 10  | 1        |
| 19   | Włodzimierz Skrodzki                               | 15  | NU  | 11  | NU  | 10  | NU  | NU  | 1        |
| 19   | Bartłomiej Baniowski                               | NU  | NU  | 12  | 10  | NU  | NU  | NU  | 1        |
|      | Oznaczenia: NU - nie ukończył DK - dyskwalifikacja |     |     |     |     |     |     |     |          |

| Kolor     | Opis                   |
| --------- | ---------------------- |
| Złoty     | Zwycięzca              |
| Srebrny   | 2. miejsce             |
| Brązowy   | 3. miejsce             |
| Zielony   | Punktowane miejsce     |
| Niebieski | Ukończył nie punktował |
| Fioletowy | Nie ukończył NU        |
| Czarny    | Wykluczony X           |
| Biały     | Nie wystartował NW     |
| Puste     | Nie brał udziału       |

| Poz. | Kierowca                                           | ZIM | KRA | ELM | POL | KOR | KAR | WIS | Suma pkt |
| ---- | -------------------------------------------------- | --- | --- | --- | --- | --- | --- | --- | -------- |
| 1    | Krzysztof Hołowczyc                                | 1   | 1   | 1   | 1   | 1   |     |     | 100      |
| 2    | Robert Herba                                       | 2   | NU  | NU  | 2   | 3   | 1   | 1   | 82       |
| 3    | Robert Gryczyński                                  | 3   | 2   | 2   | NU  | 2   | NU  | 2   | 72       |
| 4    | Waldemar Doskocz                                   | (6) | 5   | 4   | 3   | (7) | 2   | 3   | 57       |
| 5    | Piotr Świeboda                                     |     | 3   | 5   | NU  | 4   | 3   | NU  | 42       |
| 5    | Wiesław Stec                                       | NU  | 4   | 6   | 4   | 6   | 4   | DK  | 42       |
| 7    | Leszek Kuzaj                                       | 5   | NU  | NU  | DK  | 5   | 5   | 5   | 32       |
| 8    | Janusz Kulig                                       | 10  | 12  | 7   | 6   | 8   | NU  | 4   | 24       |
| 9    | Jarosław Pineles                                   | NU  | 9   | 16  | 8   | 11  | 6   | 6   | 17       |
| 10   | Bogdan Herink                                      | 7   | NU  | 3   | NU  |     |     |     | 16       |
| 11   | Jerzy Wierzbołowski                                | 8   | 11  | 10  | NU  |     | 7   | 8   | 11       |
| 12   | Zenon Sawicki                                      | NU  | 6   | 8   | NU  |     |     |     | 9        |
| 13   | Cezary Zaleski                                     |     | 14  | 13  | NU  | 12  | 8   | 7   | 7        |
| 14   | Robert Kępka                                       | NU  | 8   | NU  | NU  | 9   | NU  | NU  | 5        |
| 14   | Juliusz Palonka                                    | 11  | 10  | 29  | NU  |     | 9   | 9   | 5        |
| 16   | Tomasz Mikołajczyk                                 |     | 7   |     |     |     | 11  | NU  | 4        |
| 16   | Cezary Fuchs                                       | NU  | NU  | NU  | 7   | NU  | NU  | 17  | 4        |
| 18   | Tomasz Kuchar                                      |     | NU  | NU  | 9   |     | 10  | 11  | 3        |
| 19   | Jerzy Dyszy                                        | 12  | NU  | 14  | NU  | NU  | NU  | 10  | 1        |
| 19   | Włodzimierz Skrodzki                               | 15  | NU  | 11  | NU  | 10  | NU  | NU  | 1        |
| 19   | Bartłomiej Baniowski                               | NU  | NU  | 12  | 10  | NU  | NU  | NU  | 1        |
|      | Oznaczenia: NU - nie ukończył DK - dyskwalifikacja |     |     |     |     |     |     |     |          |

| Kolor     | Opis                   |
| --------- | ---------------------- |
| Złoty     | Zwycięzca              |
| Srebrny   | 2. miejsce             |
| Brązowy   | 3. miejsce             |
| Zielony   | Punktowane miejsce     |
| Niebieski | Ukończył nie punktował |
| Fioletowy | Nie ukończył NU        |
| Czarny    | Wykluczony X           |
| Biały     | Nie wystartował NW     |
| Puste     | Nie brał udziału       |

Pogrubioną czcionką wyróżniono zawodników, którym przyznano tytuły Mistrzów i Wicemistrzów Polski.

### Grupa N[2]
Grupa N - Samochody turystyczne wyprodukowane w ilości co najmniej 2500 egzemplarzy w ciągu kolejnych 12 miesięcy. Prawie całkowity zakaz przeróbek mających na celu poprawienie osiągów samochodu. Punkty w grupie N przyznawano za 6 pierwszych miejsc według systemu: 9-6-4-3-2-1.
| Msc | Kierowca       | Samochód                                          | Punkty |
| --- | -------------- | ------------------------------------------------- | ------ |
| 1   | Piotr Świeboda | Mitsubishi Lancer Evo III                         | 41     |
| 2   | Wiesław Stec   | Mitsubishi Lancer Evo III/Ford Escort RS Cosworth | 31     |
| 3   | Leszek Kuzaj   | Mitsubishi Lancer Evo III                         | 25     |

### Formuła 2[2]
Formuła 2 - Samochody gr. A lub N z napędem na jedną oś, o pojemności skokowej silnika do 2000 cm3, bez turbodoładowania. Do kategorii tej zaliczano też tzw. "kit cars" - pojazdy oparte na grupie A (lecz z większym zakresem dozwolonych modyfikacji) z napędem na jedną oś, o pojemności skokowej silnika do 2000 cm3, bez turbodoładowania, produkowane w ilości co najmniej 25 tysięcy egzemplarzy w ciągu roku, zaś roczna produkcja silników danej wersji nie mogła być mniejsza niż 2500. Producent miał obowiązek przygotowania minimum 50 zestawów ("kitów") pozwalających zamienić seryjny samochód w kit car. Punkty w grupie F2 przyznawano za 6 pierwszych miejsc według systemu: 9-6-4-3-2-1
| Msc | Kierowca         | Samochód                                | Punkty |
| --- | ---------------- | --------------------------------------- | ------ |
| 1   | Waldemar Doskocz | Renault Maxi Clio/Renault Clio Williams | 45     |
| 2   | Janusz Kulig     | Opel Astra GSi 16V/Renault Maxi Clio    | 26     |
| 3   | Jarosław Pineles | Opel Astra GSi 16V                      | 23     |

### Klasa A8[2]
kl. A-8 - pow. 2000 cm3
| Msc | Kierowca            | Samochód          | Punkty |
| --- | ------------------- | ----------------- | ------ |
| 1   | Krzysztof Hołowczyc | Toyota Celica 4WD | 45     |
| 2   | Robert Herba        | Toyota Celica 4WD | 34     |
| 3   | Robert Gryczyński   | Toyota Celica 4WD | 28     |

### Klasa A7[2]
kl. A-7 - do 2000 cm3 
| Msc | Kierowca         | Samochód                                | Punkty |
| --- | ---------------- | --------------------------------------- | ------ |
| 1   | Waldemar Doskocz | Renault Clio Maxi/Renault Clio Williams | 15     |
| 1   | Bogdan Herink    | Renault Clio Maxi                       | 15     |
| 3   | Janusz Kulig     | Opel Astra GSi 16V                      | 8      |

### Klasa A6[2]
kl. A-6 - do 1600 cm3 
| Msc | Kierowca        | Samochód              | Punkty |
| --- | --------------- | --------------------- | ------ |
| 1   | Jacek Jerschina | Peugeot 106 XSi       | 31     |
| 2   | Piotr Gadomski  | Honda Civic VTEC      | 22     |
| 3   | Janusz Damentko | Toyota Corolla GTi 16 | 22     |

### Klasa N4[2]
kl. N-4 - powyżej 2000 cm3 
| Msc | Kierowca       | Samochód                                          | Punkty |
| --- | -------------- | ------------------------------------------------- | ------ |
| 1   | Piotr Świeboda | Mitsubishi Lancer Evo III                         | 36     |
| 2   | Wiesław Stec   | Mitsubishi Lancer Evo III/Ford Escort RS Cosworth | 31     |
| 3   | Leszek Kuzaj   | Mitsubishi Lancer Evo III                         | 25     |

### Klasa N3[2]
kl. N-3 - do 2000 cm3 
| Msc | Kierowca             | Samochód              | Punkty |
| --- | -------------------- | --------------------- | ------ |
| 1   | Jarosław Pineles     | Opel Astra GSi 16V    | 36     |
| 2   | Cezary Zaleski       | Opel Kadett GSi 16V   | 29     |
| 3   | Włodzimierz Skrodzki | Renault Clio Williams | 24     |

### Puchar Cinquecento / Klasa A-PCA[2]
Puchar Cinquecento (kl. A-PCA) - samochody Fiat Cinquecento Abarth gr. A przygotowane z wykorzystaniem zestawu ("kitu") firmy Abarth.
| Msc | Kierowca           | Samochód                | Punkty |
| --- | ------------------ | ----------------------- | ------ |
| 1   | Mariusz Ficoń      | Fiat Cinquecento Abarth | 39     |
| 2   | Jacek Sikora       | Fiat Cinquecento Abarth | 31     |
| 3   | Marek Skrzypkowski | Fiat Cinquecento Abarth | 22     |

### Klasyfikacja zespołów sponsorskich[2]
| Msc | Drużyna                     | Punkty |
| --- | --------------------------- | ------ |
| 1   | Racer Rally Team            | 21     |
| 2   | Mobil Oil Poland Rally Team | 18     |